# 첨단방사선연구소
첨단방사선연구소(尖端放射線硏究所, Advanced Radiation Technology Institute, ARTI)는 방사선 이용기술 연구·개발을 통해 관련 산업체와의 연계 및 RT산업분야 육성발전에 기여하기 위하여 설립된 대한민국 과학기술정보통신부 산하 국가과학기술연구회 소속 한국원자력연구원 연구기관이다. 전라북도 정읍시 금구길 29에 위치하고 있다.

## 연혁
- 2000년 10월 방사선이용연구 관련 전문 연구기관 설립 정부 승인
- 2001년 5월 전라북도 정읍시에 대상부지 선정(제104차 연구소 이사회)
- 2001년 7월 제2차 원자력진흥종합계획 의결(제251차 원자력위원회)
- 2002년 12월 방사선 및 방사성동위원소 이용진흥법 제정(법률 제6814호)
- 2003년 6월 방사선연구원 기공식
- 2005년 1월 한국원자력연구소 정읍분소 방사선연구원 설치 의결(제 24차 연구소 이사회)
- 2005년 4월 이전 및 연구업무 개시
- 2006년 9월 한국원자력연구소 정읍분소 방사선연구원 개원식
- 2007년 3월 "한국원자력연구원 정읍 방사선과학연구소"로 명칭 변경
- 2011년 12월 "한국원자력연구원 첨단방사선연구소"로 명칭 변경[1]

## 주요 기능

### 방사선 공업환경
- 재료구조 제어연구
- 기능성 고분자, 복합 신소재 개발
- 표면처리, 극한환경 대응 신소재 개발
- 하폐수, 폐기물 처리·재활용
- 오염토양 지하수 복원
- 대기오염물질 정화

### 방사선 생명공학
- 생체퇴행 조절물질 개발
- 미생물자원 및 유전체 활용
- 식물세포이용 유용물질 생산
- 바이오메스 에너지자원 개발
- RI 바이오칩 및 생물정보 분석
- 방사선 식품 가공기술 및 검역관리

### 방사선 기기장치
- 방사선 계측기, 센서소재 개발
- 방사선 발생기기, 장치 개발
- 사이클로트론 이용 RI 생산
- 사이클로트론 이용 양성자빔 연구
- 사이클로트론 빔 조사 표적시스템 개발

### 방사선 육종
- 방사선 계측기, 센서소재 개발
- 방사선 발생기기, 장치 개발
- 사이클로트론 이용 RI 생산
- 사이클로트론 이용 양성자 빔 연구
- 사이클로트론 빔 조사 표적시스템 개발

## 조직

### 첨단방사선연구소장

#### 방사선연구부
- 방사선반응모델연구실

#### 방사선이용운영부
- 가속기동위원소개발실

#### 경영관리부
- 기획관리팀
- 대외협력팀
- 시설안전팀

## 사건·사고 및 논란

### 국제원자력기구 협력센터 지정
2012년 5월 첨단방사선연구소는 환경 보전 처리, 신소재 개발, 방사선 식품공학 등 방사선기술 3개 분야에서 IAEA 협력센터로 선정되었다는 통보를 받았다. IAEA 협력센터(Collaborating Centre)란 IAEA(국제원자력기구)가 추진하는 원자력 관련 기술연구와 교육훈련을 지원하는 국제적인 협력 네트워크로, 분야마다 한 곳씩 지정되며 4년마다 갱신되고 있다. 이에 따라 대한민국은 정읍 첨단방사선연구소와, 서울대학교 의과대학, 한국원자력안전기술원 등 IAEA 협력센터를 3개나 보유하게 되었다.

## 같이 보기
- 국제원자력기구 (IAEA)
- 한국원자력산업회의
- 한국원자력의학원
- 한국수력원자력
- 포항가속기연구소